# Maria Dmitrievna Dostoïevskaïa
Pour les articles homonymes, voir Dostoïevskaïa.
Maria Dmitrievna Dostoïevskaïa (en russe : Мари́я Дми́триевна Достое́вская), née Konstant (Констант), de son premier mariage épouse Issaieva (Исаева), née à Taganrog (Empire russe) le 23 septembre 1824 (5 octobre dans le calendrier grégorien) et morte à Moscou le 27 avril 1864 (9 mai dans le calendrier grégorien), est la première épouse de l'écrivain russe Fiodor Dostoïevski. Leur mariage dura sept années. Les traits de son caractère et les épisodes de sa biographie se reflètent dans l'œuvre de l'écrivain.

## Origine et formation
Maria Konstant avait des origines françaises. Son grand-père en ligne paternelle, François Jérôme Amédée de Constant, était parti en Russie en 1794. Il y avait reçu la nationalité russe et le nom russe de Stépane et s'était installé à Ekaterinoslav. Son fils Dmitri y entreprit une carrière non sans intérêt : après ses études au gymnase, il travaille pour l'assemblée des nobles locale, puis entre dans l'état-major du général d'infanterie Ivan Nikititch Inzov.
Au début des années 1820, le fils Dmitri Stepanovitch est transféré à Taganrog. Maria, la cadette de ses filles, reçoit sa première formation scolaire au pensionnat de la ville. En 1838, après la mort de sa mère, ils partent, le père, les frères et sœurs pour la ville d'Astrakhan où se trouve un institut d'enseignement pour jeunes filles. Un journal d'Astrakhan rapporte que les filles de Dmitri Konstant brillaient en société, et que lors de la soirée de fin d'études, elles conquirent le public grâce à leurs talents musicaux et leur connaissance de la poésie. Dmitri Stepanovitch se distinguait par sa cordialité et son sens de l'accueil de ses hôtes. Parmi ceux-ci Alexandre Dumas, qui entreprit en 1856 un voyage de Saint-Pétersbourg à Astrakhan. Dans une de ses lettres adressées à son beau-père, Dostoïevski rappelle comme Maria Dmitrievna pouvait faire régner une atmosphère chaleureuse dans leur maison d'Astrakhan et comme elle restait toujours attachée à son père par un amour sincère.

## Premier mariage

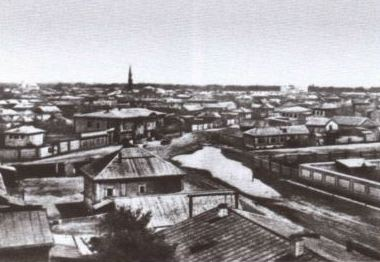
Semipalatinsk (Semeï) la fin des années 1850.

Maria Dmitrievna est décrite par ceux qui l'approchent comme une personne bien faite, blonde, de belle allure, dégageant un impression de passion, d'exaltation, de vie et douée d'une grande sensibilité. En 1846, elle se marie avec un subordonné de son père — fonctionnaire des douanes de 24 ans — au service d'Alexandre Ivanovitch Issaev ; un an plus tard naît leur fils Pavel. À partir de 1850, la famille commence à voyager et Maria suit son mari avec son fils à Petropavl, puis à Semeï et à Kouznetsk.
Dostoïevski, arrivé à Semeï au début du printemps 1854, a fait la connaissance d'Issaev dans la maison du lieutenant-colonel Belikov. L'écrivain n'a pas connu l'époque où Alexandre Issaev bénéficiait encore d'une réputation flatteuse d'intellectuel et des perspectives de carrière. Dans une lettre à son frère Mikhaïl Dostoïevski, Fiodor signale que sa nouvelle connaissance a perdu son poste à la suite d'un conflit avec un supérieur et que sa réputation est tombée bas dans l'opinion publique ; sa famille survit dans la misère. Mais, malgré tout, il garde une forte personnalité et une bonne nature. Fiodor éprouve de la sympathie pour Alexandre Issaev et explique le comportement de ce dernier du fait de sa propension à l'alcoolisme. Fiodor reconnaît en même temps qu'Issaev l'a attiré vers lui et vers Maria Dmitrievna, son épouse .

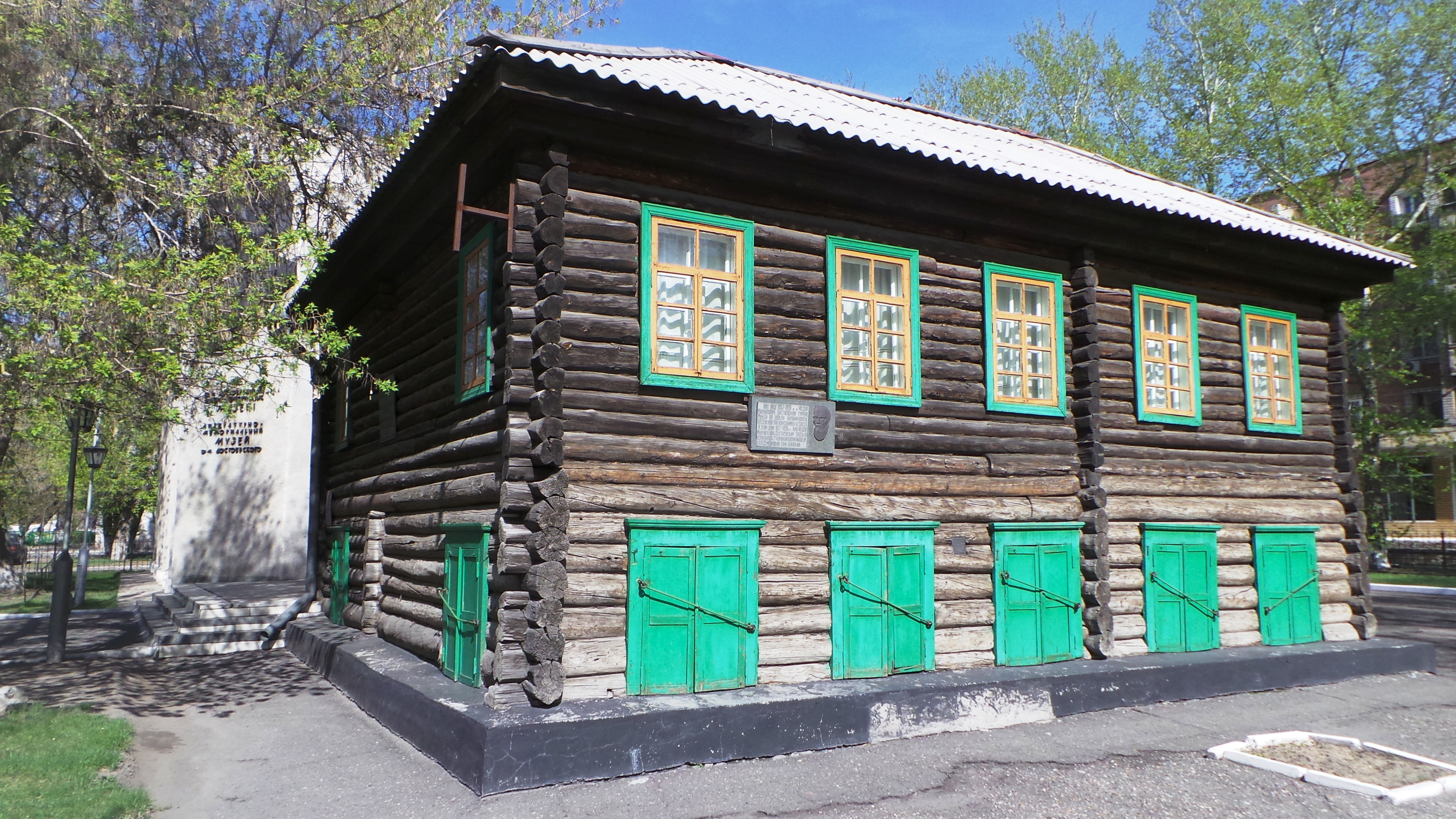
La maison des Dostoïevski à Semeï.

« Cette dame est encore jeune, âgée de 28 ans, jolie, très cultivée, intelligente, aimable, gentille, gracieuse, au cœur généreux. Elle a accepté son sort fièrement, sans gémir, elle a suivi son mari négligent et à qui au nom de l'amitié j'ai donné des leçons ainsi qu'à son jeune fils. » F. M. Dostoïevski
À l'automne de la même année 1854, un nouveau procureur du nom de Alexandre Wrangel, arrive à Semipalatinsk. Il écrira plus tard ses souvenirs à propos du séjour de Dostoïevski en Sibérie. Curieux de connaître le développement des relations entre Fiodor Dostoïevski et Maria Dmitrievna, Wrangel note que, pour l'épouse Issaeva, il s'agissait plus de pitié « pour un homme malheureux, perdu dans la tourmente », plutôt que d'un sentiment sincère. Tandis que pour Fiodor Dostoïevski, on pouvait dire qu'il « était tombé amoureux avec toute l'ardeur de sa jeunesse ».

## Départ vers Kouznetsk

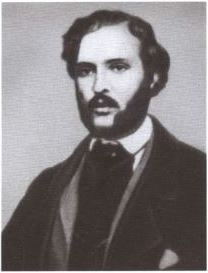
Alexandre Wrangel.

Au printemps 1855, la famille Issaev déménage à Kouznetsk où Alexandre Ivanovitch réussit à obtenir un poste de fonctionnaire au bureau des douanes. Selon le témoignage d'Alexandre Wrangel qui accompagne la famille en même temps que Fiodor Dostoïevski, ce dernier était fort éprouvé par la séparation. Au moment des adieux, « il pleurait et sanglotait comme un enfant ». Fiodor Dostoïevski envoie à Kouznetsk une longue lettre dans laquelle il fait l'éloge « de Maria, de son cœur et de sa bonté infinie » . Celle-ci lui répond qu'ils vivent dans un petit ouiezd urbanisé, que l'intégration est pénible et que la famille vit encore pauvrement. Au mois d'août, la nouvelle de la mort du mari Alexandre parvient à Dostoïevski ; il accueille la nouvelle dans la douleur et il avoue à Wrangel que « tout est achevé ! ».
Dostoïevski fait des propositions d'union à Marie Dmitrievna, mais elle ne se presse pas de répondre. À cette époque, la jeune veuve est amoureuse de l'instituteur local, Nicolas Borisovitch Vergounov. Ce dernier apprend le dessin à Pavel, le fils de Maria lui-même prenant des cours de français auprès de Maria Isaieva. Selon les mémoires de Wrangel, Fiodor Dostoïevski, en lisant les lettres qui lui parvenaient de Kouznetsk et qui vantaient la grandeur d'âme du nouvel ami de Maria Dmitrievna, « était tourmenté par la jalousie, effrayant à voir avec son humeur épouvantable ».

## Second mariage

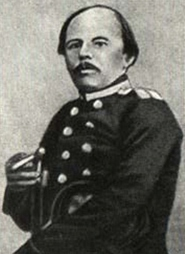
F. M. Dostoïevski. 1859.

Maria Dmitrievna donna finalement son accord au mariage avec Fiodor Dostoïevski à l'automne 1856. Dostoïevski emprunte à des connaissances une grosse somme d'argent pour faire face aux dépenses liées à la noce et obtient un congé de quinze jours pour se rendre à Kouznetsk. La mariage se déroule à l'église de la ville dite Odigitrievska le 6 février 1857. Un des témoins de la fiancée est l'instituteur Vergounov, l'ami de Maria. Puis la famille se rend à Semipalatinsk. Les biographes de Dostoïevski notent qu'en route, se produit un évènement qui ébranle fortement Maria Dmitrievna : à Barnaoul, Fiodor Dostoïevski est atteint d'une crise d'épilepsie. Plus tard, dans une lettre à son frère Mikhaïl, il confiera lui-même :
« Le docteur m'a dit qu'en dépit des affirmations précédentes de ses confrères, j'étais vraiment épileptique… Avant de me marier, j'avais cru des docteurs, qui m'assuraient que ce n'étaient que des attaques nerveuses, qui peuvent passer avec un changement de style de vie. Si j'avais eu la certitude que j'étais vraiment épileptique, je ne me serais pas marié »
Juridiquement la relation conjugale entre Dostoïevski et Maria Dmitrievna a duré sept ans. Pratiquement, après le retour de Semipalatinsk, les époux vivent peu de temps ensemble. Ils s'installent dans des maisons différentes et même dans des villes différentes. Lors de son premier voyage à l'étranger, en 1862, il part sans sa femme. L'écrivain explique cette absence par la nécessité de contrôler à Saint-Pétersbourg les études du fils Pavel qui devait présenter au gymnase son examen d'entrée.

## Maladie et décès
Au début des années 1860, des symptômes de tuberculose sont découverts chez Maria Dmitrievna. Dostoïevski conduit son épouse de Pétersbourg à Vladimir, lui trouvant une garde-malade qui prend soin d'elle. L'écrivain espère aussi que le changement climatique plus continental améliorera son état général. Toutefois, dès l'automne 1863, ils comprennent que, malgré la qualification des médecins, rien ne peut plus être fait pour Maria. En novembre, Fiodor Mikhaïlovitch organise son déménagement vers Moscou. Selon la biographe de Dostoïevski, Lioudmila Saraskina, les lettres de l'écrivain, datées de la fin de l'hiver 1863-début de l'automne 1864, faisaient référence aux bulletins de santé qui reprenaient l'histoire de la mort de sa jeune femme de 39 ans à peine !.
Maria Dmitrievna décède le 15 avril, en présence de son mari et d'une de ses sœurs ; son fils Pavel a quitté Saint-Pétersbourg pour assister aux funérailles après avoir reçu le faire-part envoyé par Fiodor Dostoïevski. Plus tard, rapporte Alexander Wrangel, en parlant des derniers jours de la vie de sa femme l'écrivain a reconnu : « Elle m'aimait infiniment, je l'aimais moi-même sans mesure, mais nous ne vivions pas heureux ensemble… C'est la plus honnête, la plus généreuse et la plus noble femme que j'ai connue durant toute ma vie ».

## Maria Dmitrievna dans l'œuvre de Dostoïevski
Selon l'opinion des chercheurs, on retrouve dans les œuvres, les personnages, les sujets de Dostoïevski certains traits particuliers de Maria Dmitrievna et des échos de certains évènements de sa vie. Son premier mari, Alexandre Issaev, par exemple, est le modèle du conseiller titulaire Semion Zakharovitch Marmeladov, alcoolique notoire, dans le roman Crime et Châtiment. Dans ce même roman, Katerina (Catherine) Ivanovna Marmeladova a beaucoup de traits de la première épouse de Dostoïevski.
Selon le critique littéraire Constantin Motchoulski, des fragments de la biographie de Maria Dmitrievna se retrouvent dans l'image d'une femme ardente et prête au sacrifice du récit Nétotchka Nezvanova.
Lioudmila Saraskina trouve des correspondances entre le véritable amour de Maria Dmitrievna et de l'instituteur Vergounov et un des sujets du roman Humiliés et offensés. Le critique Kennoske Nakamoura trouve des parallèles entre les qualités mentales de la première épouse de Dostoïevski, Maria Dmitrievna, et celles du personnage du récit Le Rêve de l'oncle, Zinaïda Moskaliova.
Des contemporains ont laissé des souvenirs de l'épouse de l'écrivain, Maria Dmitrievna. Ainsi le géographe Piotr Semionov-Tian-Chanski, après avoir rencontré les Dostoïevski en Sibérie, parle de l'épouse comme de la « plus cultivée et intelligente des dames de la société de Semipalatinsk ». Le savant Tchokan Valikhanov, qui comptait parmi les bons amis de l'écrivain parle à propos de Maria Dmitrievna de « charme, esprit et bonté ». La seconde épouse de Dostoïevski, Anna Dostoïevskaïa, écrit que son mari lui a un jour raconté l'histoire de son premier mariage :
« Il se souvenait du bagne, mais aussi combien il a souffert de vivre avec elle pendant quatre ans. Il parlait de ses rêves de trouver dans le mariage avec Maria Dmitrievna le bonheur conjugal tant espéré et qui, hélas, ne s'est jamais concrétisé. Il n'a pas eu d'enfants avec elle et le caractère étrange, hypocondriaque et maladif de Maria est la raison pour laquelle il fut très malheureux avec elle ».